# A1 (Portugal)
De A1 of Autoestrada do Norte is een autosnelweg in Portugal die Lissabon en Porto met elkaar verbindt via Santarém, Leiria, Coimbra en Aveiro. De A1 is 303 kilometer lang en is aangelegd tussen 1960 en 1991.

## Andere wegnummers
De volgende wegnummers lopen met de A1 mee:
- Lissabon (A12) - Carvalhos (A20)
- Lissabon (A12) - Carvalhos (A20)
- Lissabon (A12) - Albergaria-a-Velha (A25)
- Santarém (A15) - Alcanena (A23)
- IC 2 Carvalhos (N1) - Porto (A28)
- IC 1 Carvalhos (A29) - Porto (A28)

A1 · 
A2 · 
A3 · 
A4 · 
A5 · 
A6 · 
A7 · 
A8 · 
A9 · 
A10 · 
A11 · 
A12 · 
A13 ·
A13-1 · 
A14 · 
A15 · 
A16 · 
A17 · 
A18 · 
A19 · 
A20 · 
A21 · 
A22 · 
A23 · 
A24 · 
A25 · 
A26 · 
A27 · 
A28 · 
A29 · 
A30 · 
A31 · 
A32 · 
A33 · 
A34 · 
A35 · 
A36 · 
A37 · 
A38 · 
A39 · 
A40 · 
A41 · 
A42 · 
A43 · 
A44 · 
A47 · 
A48 · 
VRI